# Smosh
Smosh é uma dupla de comediantes norte-americanos com base de aplicação web composta por Anthony Padilla (16 de setembro de 1987) e Ian Andrew Hecox (30 de novembro de 1987). Anthony começou a postar filmes em flash no Newgrounds no início de 2003, sob o nome de Smosh. Mais tarde, ele foi acompanhado por seu amigo, Ian Hecox.
Logo depois deles começaram a postar vídeos no YouTube, em outono de 2005, se tornaram um dos canais mais populares do site. Já foi nomeado três vezes como o canal mais assinado do YouTube, a primeira vez foi em maio de 2006 até junho do mesmo ano quando foi ultrapassado por Judsonlaipply, a segunda vez foi de abril de 2007 até setembro de 2008 quando foi ultrapassado pelo vlogger Ryan Higa (nigahiga), e em janeiro de 2013, quando o canal tornou-se o mais assinado no YouTube pela terceira vez, e em julho de 2013, tem mais de 11,1 milhões de assinantes. No entanto, foi ultrapassado pelo gamer PewDiePie no número total de inscritos em 16 de agosto de 2013. A equipe Smosh expandiu-se para dar espaço a novos meios de entretenimento, como canais de animação, outros idiomas, e vídeos de gameplays. Em fevereiro de 2015 o canal conta com mais de 20 milhões de assinantes e 4 bilhões de visualizações. No dia 14 de junho de 2017, Anthony Padilla, anunciou oficialmente a sua saída do Smosh. Mesmo com a saída de Anthony, Ian continua postando vídeos no Smosh, junto com sua equipe.

## Programação
| Canal          | "Smosh"                                    | "Smosh 2nd Channel"                                                | "ElSmosh"                      | "Smosh Games Alliance"                                                  | "Shut Up! Cartoons" | "SmoshGames"              | "Smosh France"     |
| -------------- | ------------------------------------------ | ------------------------------------------------------------------ | ------------------------------ | ----------------------------------------------------------------------- | ------------------- | ------------------------- | ------------------ |
| Segunda- feira | Part Timers                                | Smosh Is Bored Lunchtime with Smosh (um, em frequências variáveis) |                                |                                                                         |                     | Maricraft                 |                    |
| Terça-feira    | Por Trás das Cenas com Part Timers         |                                                                    |                                | Smosh University Smosh Games Alliance Spotlight (em semanas alternadas) |                     | Honest Game Trailers      |                    |
| Quarta-feira   | Every (Blank) Ever (em semanas alternadas) | Por Trás das Cenas com Every (Blank) Ever (em semanas alternadas)  | El Smosh Pit de la Semana      |                                                                         |                     | Gametime With Smosh Games | Por Trás das Cenas |
| Quinta-feira   |                                            |                                                                    | Honest Game Trailer en Español |                                                                         |                     | Grand Theft Smosh         |                    |
| Sexta-feira    | Episódio Semanal                           |                                                                    |                                | SGA Live                                                                | Vídeo Animado       | Smosh Game Bang           |                    |
| Sábado         |                                            | Smosh Pit Weekly                                                   |                                |                                                                         |                     | Smosh SMASH!              |                    |
| Domingo        | Por Trás das Cenas com Smosh               |                                                                    | Episódio dublado em espanhol   |                                                                         |                     | Vídeo Bonus               | Episódio legendado |

## Filme
Smosh: The Movie foi lançado no dia 24 de julho de 2015 e se encontra disponível no serviço de streaming Netflix e no site Vimeo

## Discografia

### Álbuns de estúdio
| Título                                                                                 | Detalhes                                                            | Posições   | Posições | Posições | Posições | Posições | Posições | Posições | Posições | Posições |
| Título                                                                                 | Detalhes                                                            | US Comédia | US Heat. |          |          |          |          |          |          |          |
| -------------------------------------------------------------------------------------- | ------------------------------------------------------------------- | ---------- | -------- | -------- | -------- | -------- | -------- | -------- | -------- | -------- |
| Sexy Album                                                                             | - Lançamento: 15 de dezembro de 2010 - Formato(s): download digital | 11         | —        |          |          |          |          |          |          |          |
| If Music Were Real                                                                     | - Lançamento: 11 de novembro de 2011 - Formato(s): download digital | 5          | 26       |          |          |          |          |          |          |          |
| Smoshtastic                                                                            | - Lançamento: 3 de dezembro de 2012 - Formato(s): download digital  | 3          | 27       |          |          |          |          |          |          |          |
| The Sweet Sound of Smosh                                                               | - Lançamento: 30 de novembro de 2013 - Formato(s): download digital | 4          | 33       |          |          |          |          |          |          |          |
| "—" denota lançamentos não listados ou que não foram lançados no território de origem. |                                                                     |            |          |          |          |          |          |          |          |          |